# Madonna del Magnificat
Die Madonna del Magnificat ist ein Rundbild (Tondo) des italienischen Renaissance-Malers Sandro Botticelli und zählt zu seinen kostbarsten Marienbildnissen. Das Gemälde befindet sich heute in den Uffizien von Florenz.

## Bildbeschreibung
Rechts von der Bildmitte ist Maria auf einem Thron mit dem Jesuskind auf ihrem Schoß dargestellt. Die Gottesmutter ist im Begriff, in ein Buch zu schreiben. Dazu führt sie in eleganter Handhaltung die Feder mit der rechten Hand zum Tintenfass, das ihr ein kniender Engel zusammen mit dem Buch entgegenhält und sie fixiert. Der Engel rechts daneben hat den Blick auf seinen Nachbarn gerichtet, während ein dritter Engel die beiden vor ihm mit den Armen umfasst und nach vorne gebeugt in das aufgeschlagene Buch blickt. Das Jesuskind führt mit der rechten Hand offenbar Maria beim Schreiben den Arm und scheint ihr den Text zu diktieren. In der linken Hand hält die Madonna als Symbol für die Passion Jesu einen Granatapfel, auf den das Jesuskind die linke Hand stützt. Die roten Kerne des Granatapfels sollen an das Blut erinnern, das Jesus zur Erlösung der Menschheit vergossen hat. 

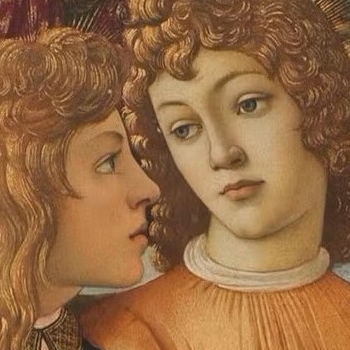
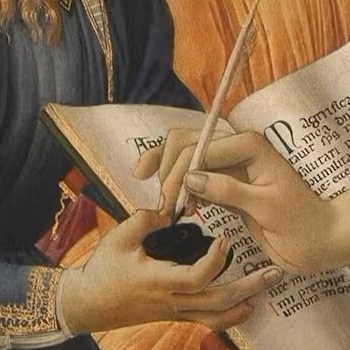
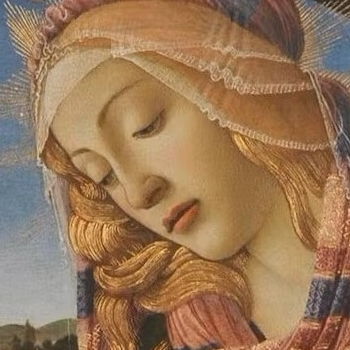
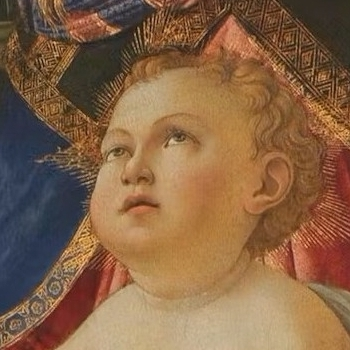
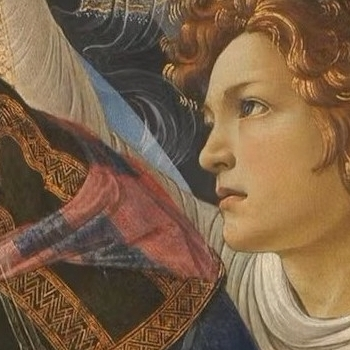
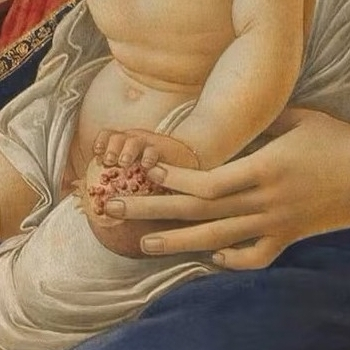

Auf der linken Buchseite konnten Zeilen aus dem Lobgesang des Zacharias (Benedictus) aus dem Lukasevangelium identifiziert werden. Nachdem ihm ein Engel verkündet hatte, dass seine betagte Frau Elisabet einen Sohn, Johannes den Täufer, zur Welt bringen werde, war der Priester Zacharias verstummt. Als das Kind geboren wurde, fand er seine Sprache wieder und stimmte dieses Lied zur Lobpreisung Gottes an. Johannes der Täufer war der Hauptpatron von Florenz. Auf der rechten Seite des Buches erkennt man die ersten Worte des Lobgesangs der Maria (Magnificat), der ebenfalls aus dem Lukasevangelium stammt. Maria besuchte wenige Tage nach der Verkündigung ihre Cousine Elisabet, die schon mit Johannes dem Täufer schwanger war. Diese Begebenheit wird Mariä Heimsuchung genannt. Auf Elisabets Willkommensgruß antwortet Maria mit diesem Loblied, das dem Bild seinen Namen gab. Beide Loblieder gehören dem Stundengebet an, wobei das Benedictus morgens zur Laudes und das Magnificat abends zur Vesper gebetet werden.
Links und rechts am Bildrand halten zwei weitere Engel jeweils mit erhobenem Arm eine durchsichtige Sternenkrone schräg über das Haupt der Jungfrau, womit das Gemälde auch auf die Krönung Mariens Bezug nimmt. Maria trägt um ihren Kopf einen filigranen gezackten Heiligenschein. Über ihr gehen von einer goldenen Scheibe als Symbol für den Heiligen Geist Lichtstrahlen aus, die die Szene beleuchten. Die gesamte Komposition wird von einem steinernen Rundfenster umrahmt, durch das man eine hügelige Landschaft mit Bäumen und einem gewundenen Bach erkennen kann. Ganz im Hintergrund sieht man eine Ansiedlung mit zwei hohen Türmen. Der Steinrahmen trennt den Himmel, in dem sich die sakrale Szene abspielt, von der Erde, die im Hintergrund sichtbar wird.
Die Figurengruppe um das Jesuskind wird mit zeitgenössischen Textilien und Frisuren dargestellt und vermittelt einen Eindruck der Mode und des Schönheitsideals der damaligen Zeit. Das blonde, goldglänzende Haar der Jungfrau wird von durchsichtigen Schleiern und einem um den Hals gewundenen Kopftuch bedeckt. Über den Schultern trägt sie einen reich verzierten blauen Umhang (Maphorion) mit einem samtig roten Kleid darunter. Die Frisuren und die Kleidung der Engel, die alle ohne Flügel dargestellt sind, basieren auf der aktuellen Mode der reichen Florentiner Familien des späten 15. Jahrhunderts.

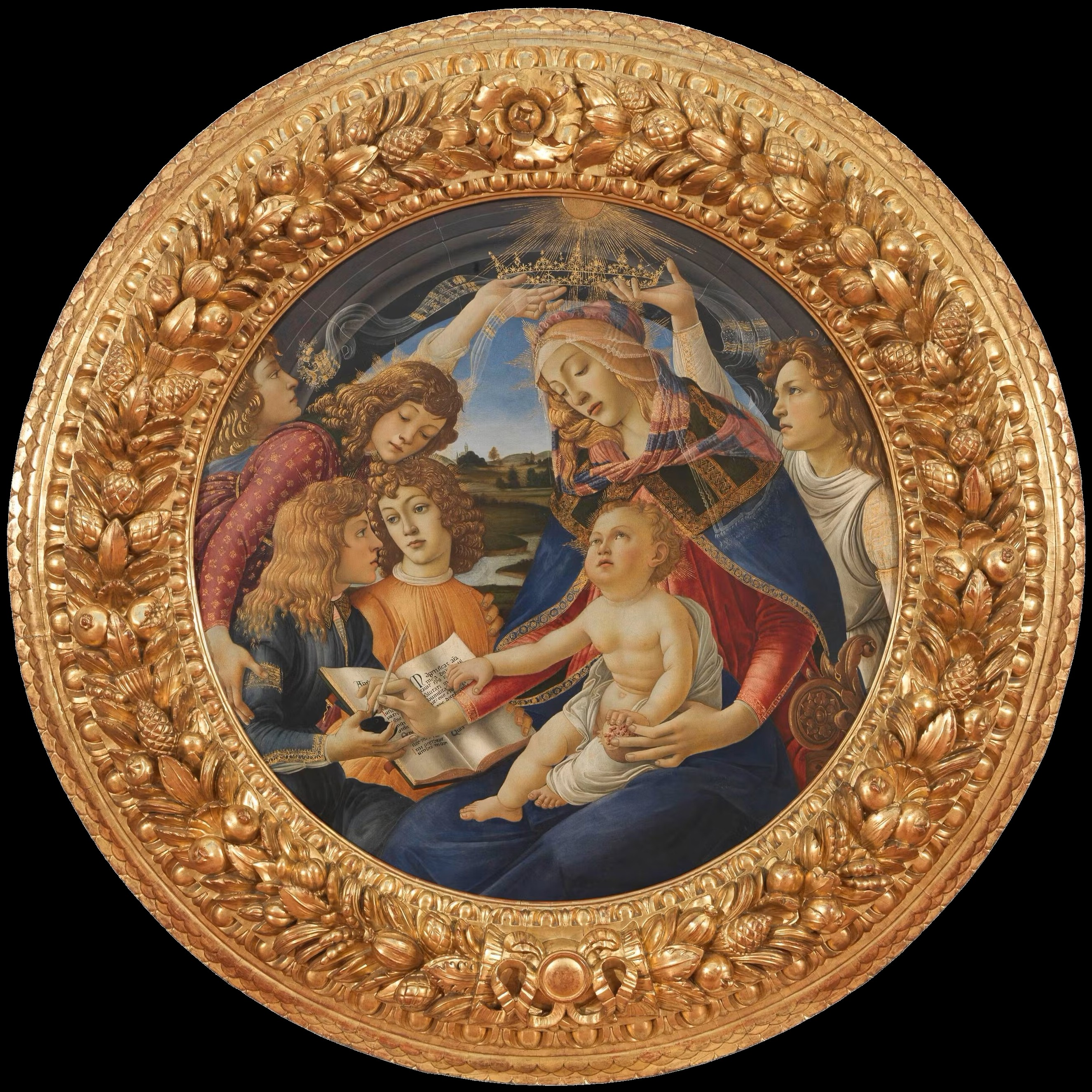
Die Madonna del Magnificat mit Rahmen

Die Bildfiguren sind gekonnt in das runde Format des Gemäldes integriert. Die leicht nach vorne gebeugte Haltung Mariens und ihr linker Arm beschreiben zusammen einen Halbkreis, der die Rundung des Rahmens nachvollzieht. Diese Anpassung an die runde Bildform wiederholt sich auf der gegenüberliegenden Seite im ebenfalls nach vorne geneigten Engel, der einen Blick in das Buch wirft. Auch hier bilden Arm, Oberkörper und Kopf einen Kreisbogen. Es gelingt Botticelli allerdings nur schwer, auf der linken Seite den vierten Engel unterzubringen, der Maria die Himmelskrone auf ihr Haupt setzt. Er wird von den anderen drei Engeln gleichsam aus dem Bild herausgedrängt. Bei der Madonna mit dem Granatapfel gelang ihm später eine überzeugendere Lösung bei der Anordnung der Bildfiguren.

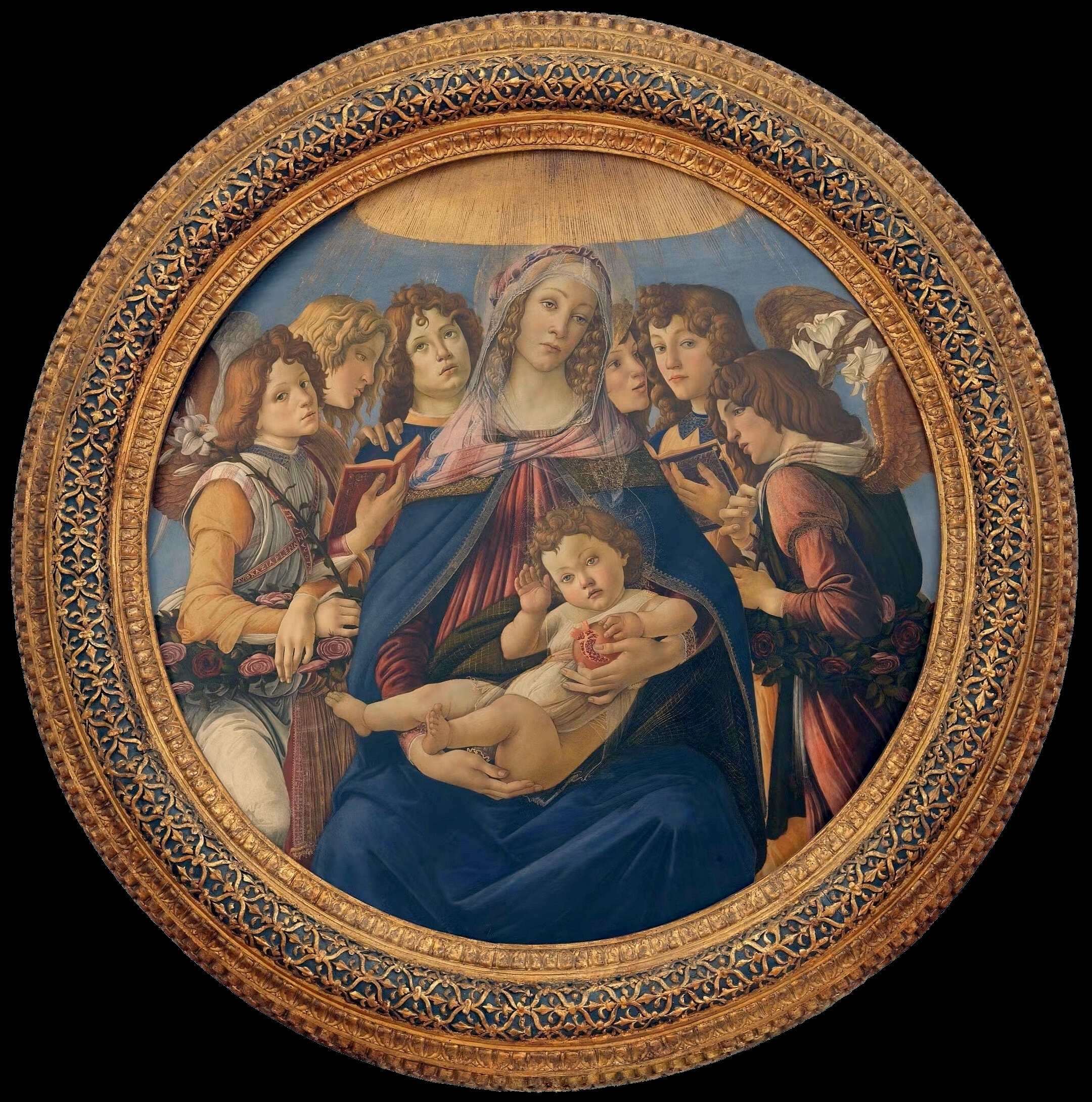
Die Madonna mit dem Granatapfel im Originalrahmen (1487, Uffizien, Florenz)

## Hintergrund
Das Gemälde zählt zu den frühesten Rundbildern, die Botticelli geschaffen hat. Solche Rundbilder waren im 15. und 16. Jahrhundert in Florenz sehr beliebt. Sie dienten jedoch nicht als Altargemälde, sondern schmückten als Andachtsbilder die Innenräume von Verwaltungsgebäuden, Zunfthäusern und Privatpalästen. Die Madonna del Magnificat ist zugleich das kostbarste Rundbild von Botticelli, denn in keinem anderen Gemälde verwendete er so viel Gold wie hier. Gold war die teuerste Farbe, die man in der Regel nur dezent einsetzte. Der großzügige Gebrauch erfolgte vermutlich auf ausdrücklichen Wunsch des Auftraggebers. Da das Bild inhaltlich Bezug zum Schutzpatron der Stadt Florenz nimmt, kann man annehmen, dass es sich um einen Florentiner Auftraggeber handelte. Vielleicht war das Gemälde für einen Privatpalast gedacht und wurde anlässlich einer Hochzeit oder Geburt in Auftrag gegeben. Angesichts der beachtlichen Größe des Gemäldes scheint es jedoch wahrscheinlicher, dass es für ein öffentliches Gebäude der Stadtverwaltung bestimmt war. Gelegentlich wurde vermutet, dass es sich um ein Familienporträt der Medicis handelt. Demnach soll die Gottesmutter die Ehefrau von Piero de’ Medici, Lucrezia Tornabuoni, darstellen, die ihre Kinder mit dem jüngsten auf dem Schoß um sich versammelt hat. Diese Mutmaßungen haben sich als wenig stichhaltig herausgestellt.
Die Aussicht auf die Landschaft im Hintergrund verdeutlicht, wie Botticelli von zeitgenössischen niederländischen Künstlern wie Jan van Eyck, Rogier van der Weyden oder Hugo van der Goes beeinflusst wurde. Viele Kaufleute und Bankiers aus Florenz kamen nach Norden, als sich die Handelsbeziehungen zwischen Italien und den Niederlanden seit dem 15. Jahrhundert intensivierten. Sie brachten Gemälde zurück, die von anderen Kunstansichten und Idealvorstellungen zeugten. Botticelli und seine italienischen Kollegen waren von der Kunst nördlich der Alpen beeindruckt und übernahmen einige Gestaltungselemente in ihr Kunstschaffen. Dies zeigt sich insbesondere durch die detaillierte Ausarbeitung einzelner Bildmotive, die realistische Gestaltung der Bildfiguren und die atmosphärische Erfassung der Landschaft.
Das Gemälde zählte offenbar bald zu Botticellis bekanntesten Werken, wie die Kopien zeigen, die noch erhalten geblieben sind. Sechs zeitgenössische Kopien mit Variationen der Madonna del Magnificat sind heute bekannt. Erhaltene Kopien aus Botticellis Werkstatt befinden sich im Musée Fabre in Montpellier und in der Morgan Library von New York. Bei diesen Variationen wurde jeweils einer der vier Engel auf der linken Seite weggelassen. Im Kunstmuseum von Bern befinden sich zwei ovale Ausschnitte aus einem Rundbild, das ebenfalls in Botticellis Werkstatt angefertigt wurde. Ein weiteres Gemälde ist im Palazzo Canigiani in Florenz verzeichnet und eine andere Nachbildung wurde 1934 in Frankfurt am Main versteigert. Von herausragender Qualität unter diesen Kopien ist das sogenannte Allen-Tondo, das 2022 bei Christie’s versteigert wurde und aus der Sammlung des 2018 verstorbenen Unternehmers Paul Allen stammt. Von den genannten Werken gilt nur dieses als weitgehend von Botticelli selbst gemalt. Beim Allen-Tondo, das einige Jahre nach der Madonna entstanden ist und wahrscheinlich von einem wohlhabenden Mäzen für seine Privatgemächer in Auftrag gegeben worden war, hat Botticelli ganz auf die beiden Engel mit der Sternenkrone verzichtet.

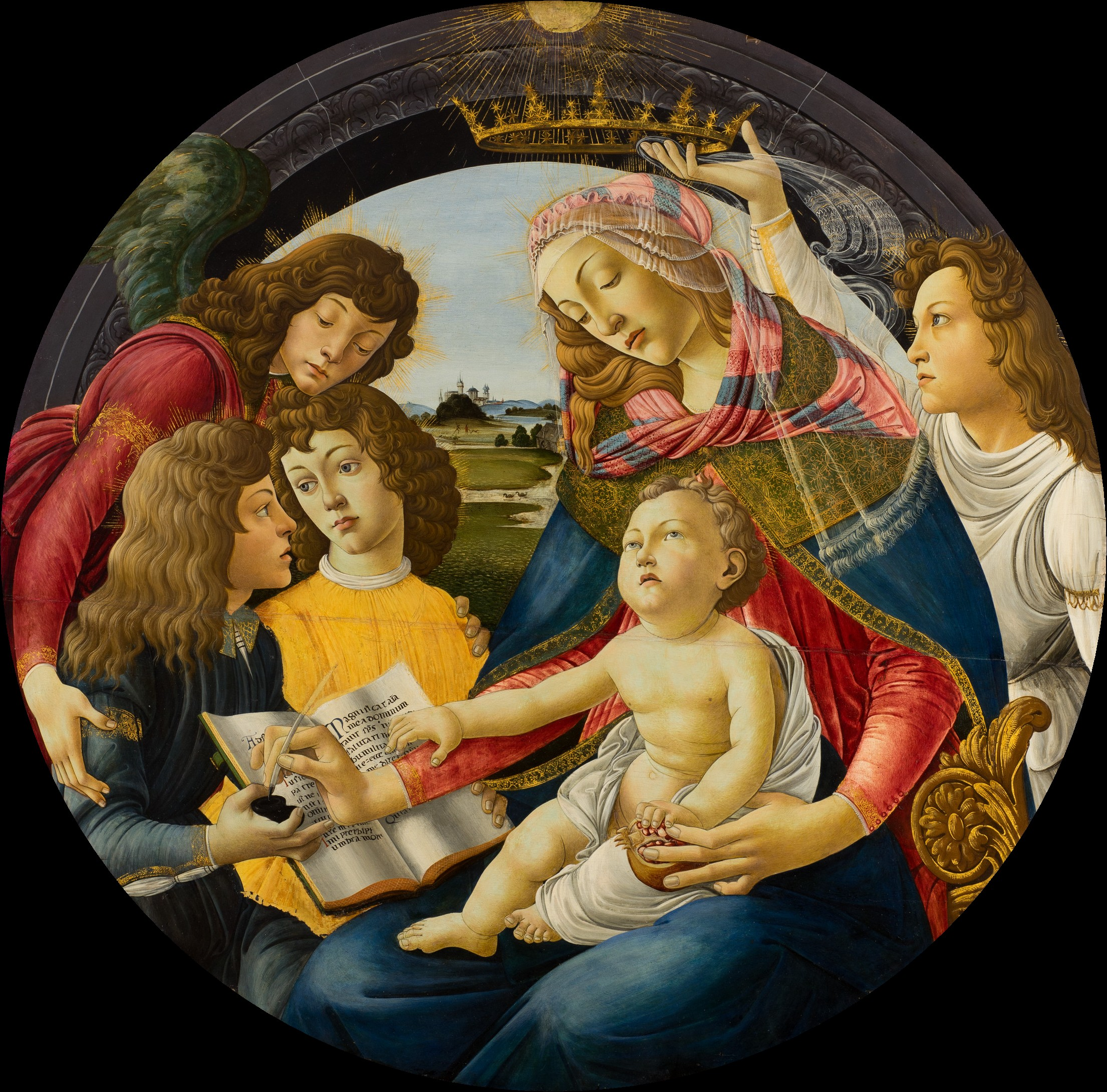
Kopie aus der Werkstatt Botticellis (um 1485, Musée Fabre, Montpellier)
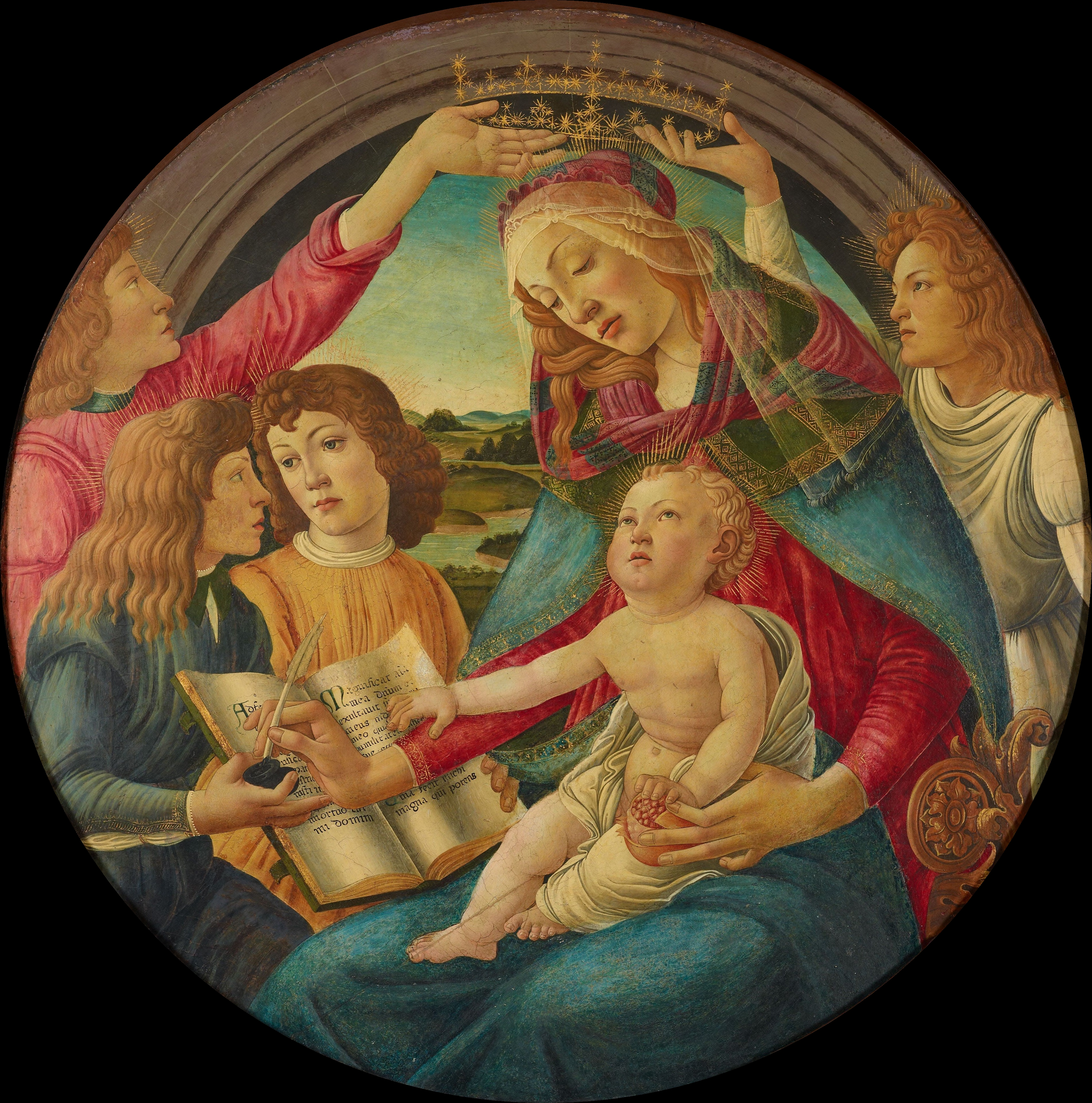
Kopie aus der Werkstatt Botticellis (um 1490, Morgan Library, New York)
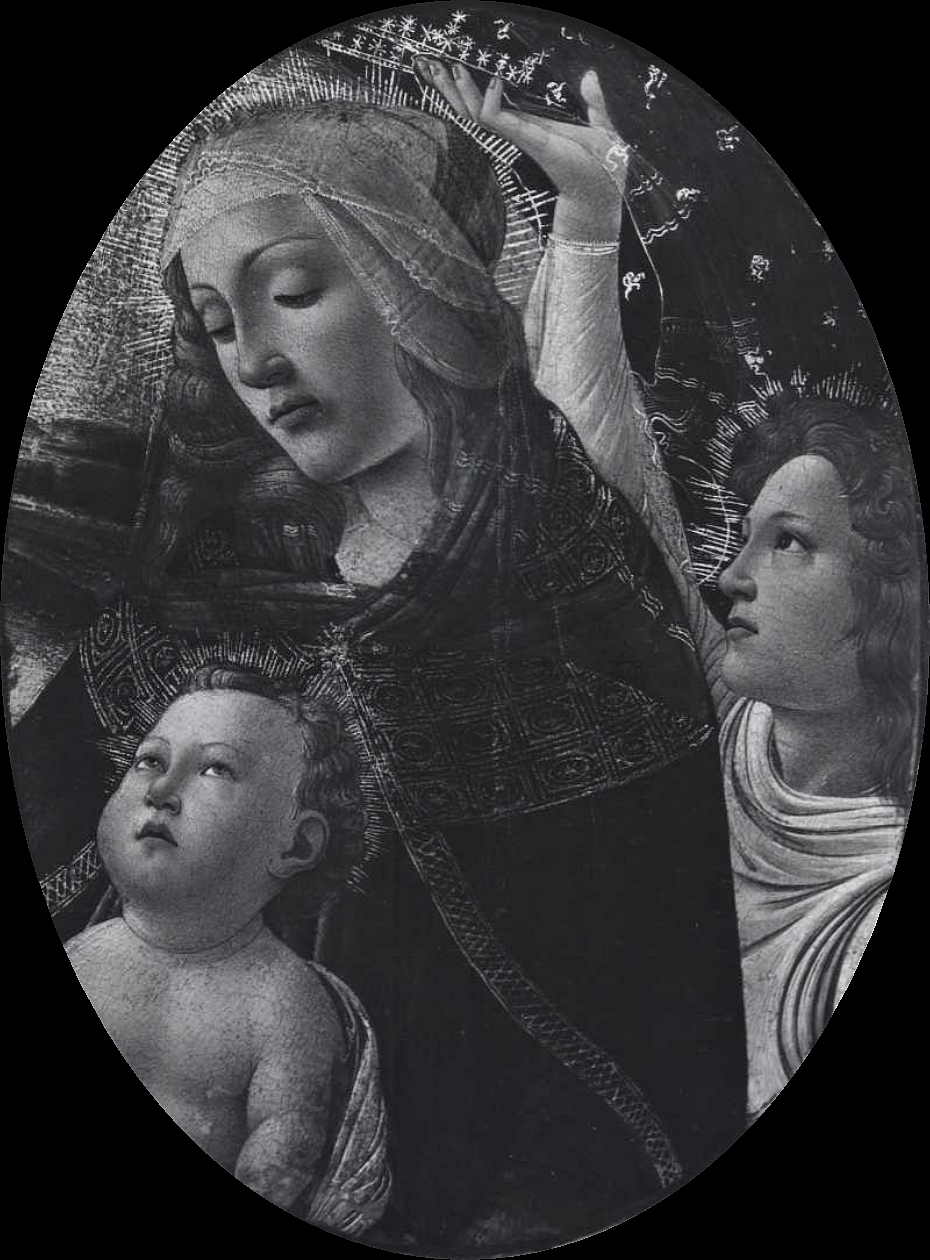
Ausschnitt aus einer Kopie (um 1485, Kunstmuseum Bern)
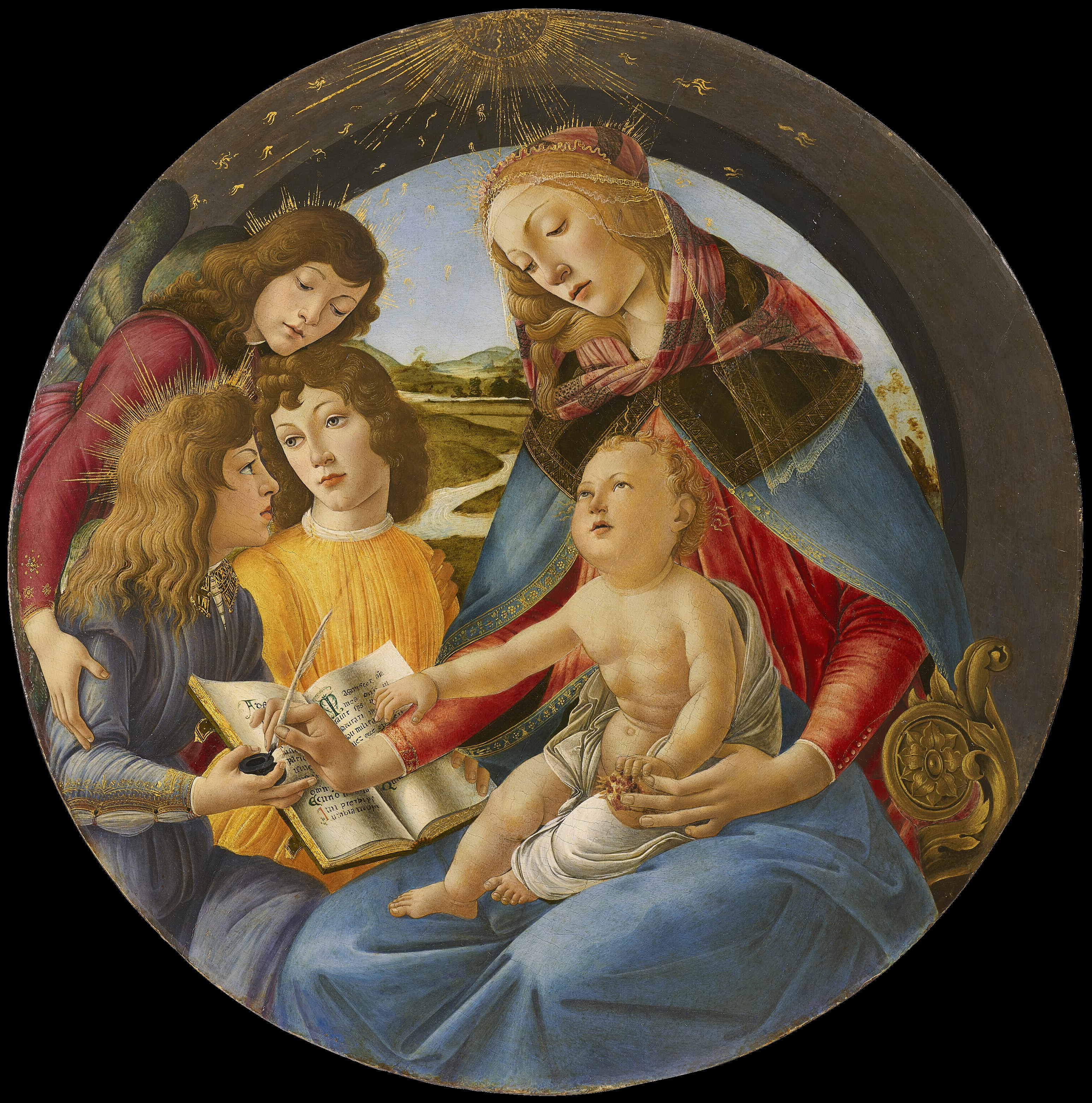
Allen-Tondo aus der Hand Botticellis (um 1490, Privatbesitz)

## Provenienz
Das Rundbild befand sich Ende des 18. Jahrhunderts im Privatbesitz von Ottavio Magherini, der es 1784 an die Uffizien verkaufte. Der Kunsthistoriker Giovanni Battista Cavalcaselle schrieb das Werk 1864 erstmals Botticelli zu. Seitdem wurde die Zuschreibung nie ernsthaft in Zweifel gezogen, auch wenn die Datierung nicht gesichert ist und zwischen 1480 und 1485 schwankt.